# ناتان برگر
ناتان برگر (انگلیسی: Nathan Burgers؛ زادهٔ مه ۱۹۷۹ ) ورزشکار هاکی روی چمن اهل استرالیا است.
وی در مسابقات کشوری و بین‌المللی در مجموع برندهٔ ۲ مدال طلا، ۱ مدال برنز شده‌است.